# Benjamin Renner

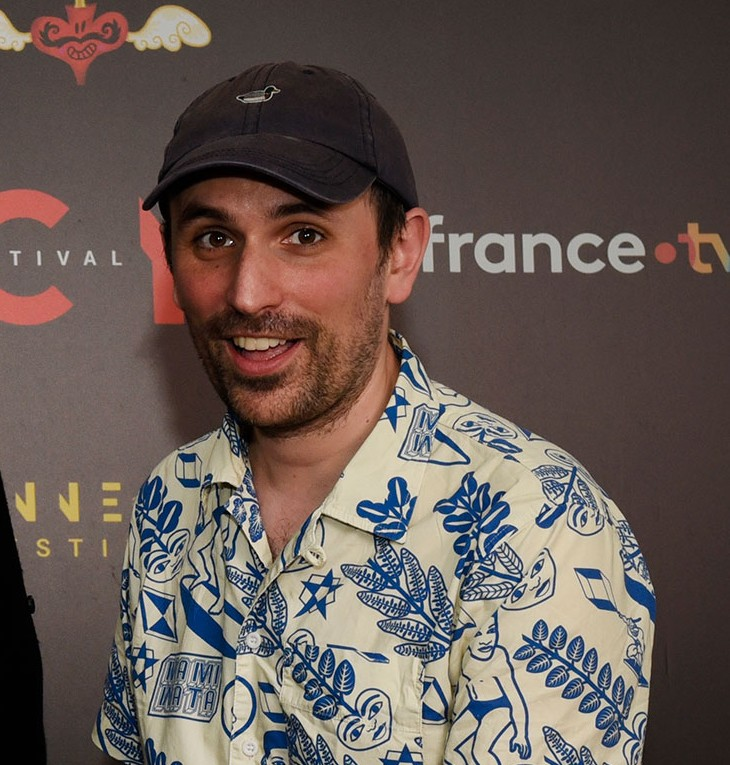
Benjamin Renner (2023)

Benjamin Renner (* 14. November 1983) ist ein französischer Cartoonist, Animator und Filmemacher.

## Leben
Nach der Schule besuchte Renner eine Kunst-Vorbereitungsklasse und studierte dann an der École européenne supérieure de l’image in Angoulême. Das Studium schloss es mit dem Diplôme national d'arts plastiques (DNAP) mit der Vertiefung Comics ab. Anschließend lernte er an der Animationsschule La Poudrière in Valence.
Nach dem Studium arbeitete als künstlerischer Leiter an dem Animationsfilm Ernest & Célestine. Dessen Produzent Didier Brunner bat ihn bald, auch gemeinsam mit Vincent Patar und Stéphane Aubier die Regie zu führen. Der Film gewann mehrere Preise.
Unter dem Pseudonym Reineke betrieb Renner seit 2008 einen Blog, auf dem er Comics postete. In den kurzen, humoristischen Strips geht es um eine Gruppe Bauernhoftiere. Der Indie-Verlag Vraoum! brachte 2011 eine Geschichte von Renner heraus, die auf dem Blog aufbaut. Bei Delcourt veröffentlichte er den Comic Der große böse Fuchs aus dem gleichen Universum. Das Buch wurde mit mehreren Preisen ausgezeichnet. Als Werbeaktion für den Verlag experimentierte er auch mit einer animierten Version des Comics. Schließlich wurden die Comics auch als Trickfilm adaptiert, wobei Renner mit Patrick Imbert zusammenarbeitete. 2023 führte Renner die Regie beim Illumination-Film Raus aus dem Teich über den Vogelzug einer Stockentenfamilie.

## Filmografie (Auswahl)
Regie
- 2007: La Queue de la souris (Abschlussfilm, Kurzfilm)
- 2012: Ernest et Célestine
- 2017: Der kleine Fuchs und seine Freunde – Das große Kinoabenteuer (Le Grand Méchant Renard et autres contes…; Segment Le Grand Méchant Renard)
- 2023: Raus aus dem Teich (Migration)

Drehbuch
- 2017: Der kleine Fuchs und seine Freunde – Das große Kinoabenteuer (Le Grand Méchant Renard et autres contes…)
- 2023: Raus aus dem Teich (Migration)

Animation
- 2007: La vie des bêtes (Kurzfilm)
- 2015: Bang Bang! (Kurzfilm)
- 2014: Sam O’Cool – Ein schräger Vogel hebt ab (Gus, petit oiseau, grand voyage)

## Bibliografie (Auswahl)
- Un bébé à livrer. Vraoum ! 2011, ISBN 978-2-915920-55-0
  - übersetzt von Lilian Pithan: Ein Baby auf Abwegen. Avant-Verlag 2021. ISBN 978-3-96445-053-1
- Le grand méchant Renard. Delcourt 2015. ISBN 978-2-7560-5124-6
  - übersetzt von Benjamin Mildner: Der große böse Fuchs. Avant-Verlag 2017. ISBN 978-3-945034-70-5